# Museo Naval de San Fernando
El Museo Naval de San Fernando es una institución pública que tiene como objetivo difundir la historia de la presencia de la Armada Española en la ciudad de San Fernando (Cádiz). 
Tiene su sede desde 2016 en el edificio de la Antigua Capitanía General de la Zona Marítima del Estrecho, entrada por la calle Escaño. El museo es propiedad del Ministerio de Defensa, además de ser periférico del Museo Naval de Madrid.

## Historia
El proyecto de creación de un Museo Naval nace por Real Decreto del 28 de septiembre de 1792, del Secretario de Marina Antonio Valdés y Fernández Bazán, según el cual Carlos IV, tuvo resuelto establecer en la Población militar de San Carlos un Museo de Marina que, además de la Biblioteca General, reúna todas las ciencias naturales que son necesarias para la completa instrucción del Cuerpo de la Armada, y consiguiente utilidad en ella, pero no fue hasta el 27 de marzo de 1992 cuando se inauguró el actual Museo.
El 6 de julio de 1994 recibió la primera visita oficial de los Reyes de España el rey Juan Carlos I y la reina Sofía.

### Historia del antiguo edificio en fases
- De 1798 a 1847: Academia de Pilotos e Intendencia del Departamento.
- De 1810 a 1820: Academia Militar de la Isla de León.
- De 1815 a 1819: Alojamiento de tropas con destino a las colonias de América.
- De 1823 a 1828: Acuartelamiento de las tropas constitucionales de Quiroga y de las Fuerzas Realistas de Angulema.
- De 1833 a 1834: Alojamiento de prisioneros carlistas.
- De 1845 a 1870: Colegio Naval Militar.
- De 1870 a 1912: Capitanía General del Departamento.
- En 1898: Residencia de los oficiales repatriados de América.
- De 1913 a 1943: Escuela Naval Militar.
- De 1943 a 1971: Escuela de Suboficiales y Escuela de la Milicia Naval Universitaria (M.N.U.).
- Desde 1972: Escuela de Suboficiales y Escuela de Escribientes.
- Desde 1990: Escuela de Suboficiales

### Antigua distribución del museo
En 2009, en su antigua ubicación, el Museo Naval isleño contaba con 21 salas que repasaban la historia militar española:
1. Vestíbulo: se muestra la idea primigenia fundacional del Museo, donde aparecen los retratos del rey Carlos III y de Antonio Valdés y Fernández Bázan, ambos impulsores de las ideas ilustradas de la Armada Española.
2. Arqueología submarina: se representan objetos rescatados de las aguas, gracias a la arqueología subacuática, como cañones, balas, aparejos de buques, vasijas antiguas, anclas fenicias y romanas. Destaca en la sala un traje de buzo antiguo, como origen de estas labores submarinas.
3. Trafalgar: pequeña sala donde se narran los acontecimientos de la Batalla de Trafalgar, librada en el Cabo de Trafalgar en 1805. Se exhiben los modelos del buque inglés HMS Victory y del español San Juan Nepomuceno.
4. Instrumentos del Polígono de Tiro Janer: El Polígono de Tiro Janer, impulsado por Jaime Janer y Robinson sobre ruinas anteriores[4] para el desarrollo de la moderna artillería naval, se encuentra en esta sala representado por instrumentos para la medición de tiro así como fotografías de los inicios del Polígono.
5. Infantería de Marina: objetos relacionados con la historia de la Infantería de Marina, destacando uniformes y fotografías antiguas, así como aparatos de comunicación y un cañón sin retroceso.
6. Exvotos: en torno a la rotonda central del Edificio Carlos III se observa una colección de exvotos marineros, muestra del fervor religioso de los hombres del mar a la Madre de Dios.
7. Folclórica: en la antesala de la Rotonda central, se sitúan varios objetos de gran tamaño. Destaca especialmente el Reloj que perteneció a la iglesia del Arsenal de la Carraca, así como un carruaje antiguo conocido como "La Manolita" , que fue vehículo oficial del Comandante del antiguo Cuartel de Instrucción de Marinería, dentro de la Población militar de San Carlos.
8. Religiosa: pequeña sala donde se albergan objetos religiosos e imaginería, la mayoría procedentes de la Iglesia de San Francisco, de San Fernando.
9. Maniobra: en el patio cubierto del edificio se presentan objetos de gran tamaño, donde destaca especialmente el primer Mascarón de proa del buque escuela Juan Sebastián Elcano.
10. Escaleras y Rotonda central: lo más significativo son las escaleras de caracol y la cúpula situada en su parte alta. A lo largo del recorrido se aprecia un magnífico ejemplo de azulejería del siglo XVIII de Delft (Holanda), cuna del gran pintor holandés Johannes Vermeer.
11. Rotonda de banderas: en la 2.ª planta del edificio, en el perímetro de esta rotonda, se sitúan un gran número de banderas de combate de buques de la Armada y guiones de varios (Niceto Alcalá Zamora, Francisco Franco y Juan Carlos I).
12. Uniformes y condecoraciones: además de una gran variedad de uniformes históricos con sus complementos y condecoraciones, se presentan objetos personales del Capitán de Corbeta Jaime Janer y Robinson, ilustre representante de la artillería naval e impulsor del moderno tiro naval, así como los del Almirante Faustino Ruiz González, que fue gobernador general de los Territorios del Golfo de Guinea.
13. Juan Sebastián Elcano: sala dedicada tanto al personaje como al buque escuela de la Armada Española, con una exhibición del recorrido de todos los Cruceros de Instrucción realizados por el buque. En esta se incluyen, asimismo, publicaciones históricas de gran relevancia.
14. Armamento y artillería naval: se muestran ejemplos de armas de fuego tanto portátiles como cañones. Aparecen, a su vez, retratos de personajes ilustres de la Artillería Naval como José González Hontoria, retrato que se sitúa ya en la sala contigua.
15. Cronología naval: sala dedicada a la Historia de la Armada Española, donde un amplio panel explicaba, de forma gráfica, los acontecimientos de la Armada a lo largo de la Historia de España.
16. Arma submarina: se exponen una muestra de los representantes del Arma submarina, como son las piezas dedicadas a Narciso Monturiol e Isaac Peral, además de dos torpedos.
17. Arma aérea: dentro de la Armada del siglo XX el Arma aérea ha tenido una creciente importancia, con buques tan representativos como los dos Dédalo (portaaeronaves y portahidroaviones) y hoy en día con el portaaviones Príncipe de Asturias, con los aviones de despegue/aterrizaje vertical Harrier, y por último una muestra de los distintos helicópteros al servicio de la Armada.
18. Modelos y maquetas de vela: destacados ejemplares de buques históricos, donde se aprecia un modelo de fragata de 24 cañones del siglo XVIII. Además se exhibe una magnífica colección de maquetas de barcos veleros en madera de guayacán.
19. La Marina del Siglo XX: sala dedicada a la Armada del siglo XX y los grandes cambios que se produjeron. Se exhiben maquetas navales, componentes de los buques, como agujas navales, componentes de una buena colección de instrumentos científicos para la navegación a vela. Destaca en esta sala una magnífica acuarela de Aledo: «Galera Real del siglo XVI». También se muestran piezas que enmarcan una breve reseña de la guerra civil española. Al fondo de la sala destaca la Bandera de Combate del Acorazado Carlos V, una de las piezas más importantes del museo.

## Reinauguración (2016)
El edificio donde se encontraba la institución (edificio Carlos III) era el mismo en el que se sitúa actualmente la Escuela de Suboficiales de San Fernando, en la Población militar de San Carlos, junto al Panteón de Marinos Ilustres y cerca del Hospital militar de San Carlos.
En 2015, el museo se trasladó al centro de la ciudad, al edificio de la Antigua Capitanía General de la Zona Marítima del Estrecho. La nueva sede del Museo Naval de San Fernando se inauguró en 2016, con entrada por la calle Escaño, y contando con dos plantas en las que se expone la colección del mismo. 
A las piezas que componían la colección original permanente se le han unido otras, como la pintura El último combate del Glorioso, de Augusto Ferrer-Dalmau, un diorama a escala 1:100 basado en la escena y construido por el modelista Curro Agudo Mangas, y una maqueta de gran formato del transatlántico Cristóbal Colón (1923), que originalmente se exponía en el Museo Marítimo de la Torre del Oro.
Diariamente, se realizan dos visitas guiadas de forma gratuita, en horarios de 10:00 h y 12:00 h. Estas visitas, además de las salas del museo, incluyen en su recorrido varias estancias del anexo Palacio de Capitanía General, como son la escalera noble, salón de recepción, capilla, comedor o salón del trono.  